# Curie généralice des jésuites

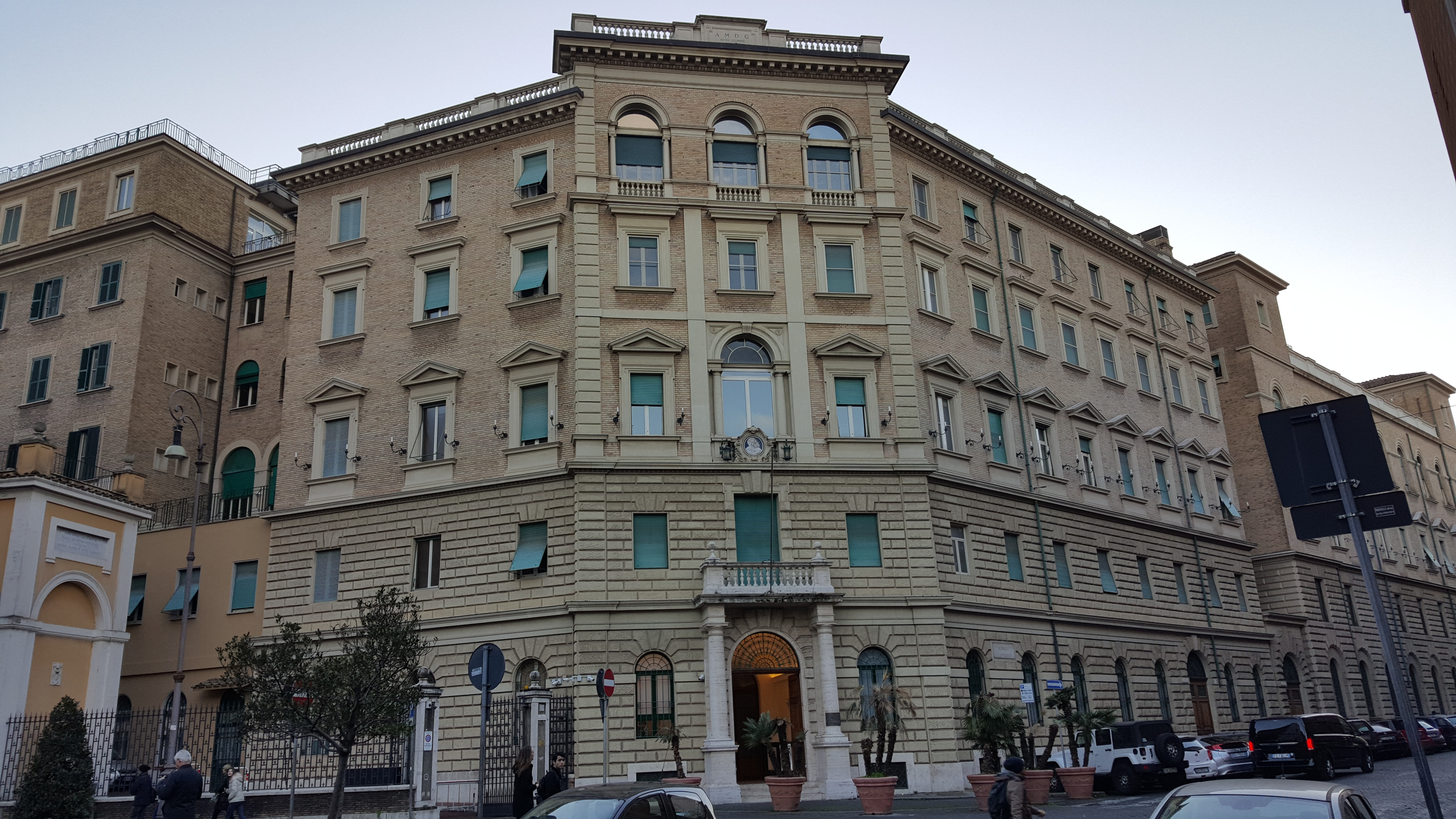
La Curie généralice des jésuite à Rome

La Curie généralice des jésuites est la maison depuis laquelle la Compagnie de Jésus est gouvernée administrativement. La Curie ou organe dirigeant la Compagnie de Jésus est composée du supérieur général, de ses conseillers, de ses assistants au nombre de quatre et représentant les grandes régions du monde et d'un nombre variable de collaborateurs tant jésuites que laïcs. Aujourd'hui un peu moins de cinquante jésuites assistés d'une cinquantaine de laïcs y séjournent et/ou y travaillent.

## Histoire
Historiquement la Curie généralice a toujours été à Rome. Du temps d'Ignace de Loyola elle se situait dans le bâtiment adjacent à l'église du Gesù. Dans le même bâtiment se trouvait d'ailleurs les bureaux du provincial des jésuites de la province de Rome. Lors de la suppression de la Compagnie entre 1773 et 1814 la Curie fut transféré en Russie blanche. Elle revint ensuite dans le même bâtiment et cela jusqu'en 1873 où elle fut transférée à Fiesole avant de revenir à Rome en 1894. En 1927, elle est transférée tout près de la basilique saint Pierre, rue Borgo-Santo-Spirito. 
C'est à la Curie généralice, plus précisément dans l'Aula, que se réunit la Congrégation générale à chacune de ses convocations. 